# Cnidium warburgii
Cnidium warburgii är en flockblommig växtart som beskrevs av H.Wolff. Cnidium warburgii ingår i släktet Cnidium och familjen flockblommiga växter. Inga underarter finns listade i Catalogue of Life.